# Штурм Фрайбурга (1848)
Штурм Фрайбурга (нем. Sturm auf Freiburg) — одно из сражений первого периода Баденской революции. Произошёл 24 апреля 1848 года, когда войска Германского союза штурмовали город Фрайбург-им-Брайсгау, который был занят партизанами-республиканцами.
Поражение, которое республиканская партия потерпела в первом предварительном общегерманском парламенте побудило её составить план вооруженного восстания. С французской стороны Рейна стали собираться отряды волонтеров с целью попытаться дать Германии республиканское устройство. 12 апреля лидеры баденских республиканцев Геккер и Струве издали в Констанце открытое воззвание к вооруженному восстанию и приглашение волонтёрам собираться в Донауэшингене. Баденское правительство не полагалось на верность герцогских войск и призвало на помощь войска из соседних государств. В Баден вступил VIII армейский корпус Германского союза, который разбил повстанцев в Донауэшингене, затем 20 апреля между Кандерном и Шлехтенгаузом и двинулся на Фрайбург, занятый отрядами волонтёров.
22 апреля во Фрайбурге состоялось народное собрание, в котором приняли участие от 3000 до 4000 человек, из которых от 1200 до 1400 были вооружены. Гарнизон ушёл из города. Повстанцы, так называемые партизаны (фрайшар), полагались на помощь отряда революционеров, около 5000 человек, который двигался к Фрайбургу под командованием Франца Зигеля.
На следующий день национальная гвардия Фрайбурга попыталось помешать повстанцам захватить городские пушки, но партизаны вытащили четыре орудия из муниципального арсенала и поставили их на позицию у городских ворот ввиду приближения войск Германского союза. Повсюду возводились баррикады. Командующий наступающими союзными войсками генерал Фридрих Гофман пригрозил штурмом города, если добровольцы не уйдут и баррикады не будут убраны. Крайний срок продлевался несколько раз, в последний раз до 16 часов.
В 9.30 утра 24 апреля началась атака союзных войск на город. Вокруг ворот Святого Мартина разгорелись ожесточенные бои, но войска из Гессена и Нассау первыми вошли в город через Кайзерштрассе. Баденские солдаты вошли в город через Иезуитенгассе и Церингертор, а войска из Гессена, Нассау и Бадена подошли к Предигертору.
К 11 часам утра Фрайбург был полностью в руках союзных войск. Некоторые дома в городе были повреждены в ходе боевых действий, были жертвы среди гражданского населения. Ожидаемая помощь повстанцам под командованием Франца Зигеля и Теодора Мёглинга, которые наступали на Фрайбург извне, пришла слишком поздно.
Генерал Гофман объявил военное положение и разоружил всех жителей города, был арестован ряд граждан Фрайбурга. Многочисленные партизаны были взяты в плен. Но и после окончательной неудачи этого восстания спокойствие в стране не могло быть восстановлено, и революция продолжалась.